# Федірко Микола Юрійович
Микола Юрійович Феді́рко (нар. 5 жовтня 1920, Курилівка — пом. 13 вересня 2004, Косів) — український майстер художнього різьблення по дереву і педагог; член Спілки радянських художників України з 1958 року.

## Біографія
Народився 5 жовтня 1920 року в селі Курилівці (нині Лежайський повіт Підкарпатського воєводства Польщі). В рідному селі закінчив 7 класів сільської школи. У 1945 році його сім'я переселилася до Тернопільської області; 1946 року — до Косова. Упродовж 1946—1951 років навчався на відділенні художньої різьби по дереву у Косівському училищі прикладного мистецтва. Його педагогами були Євген Сагайдачний, Володимир Гуз, Василь Кіщук, Іван Павлик. Дипломна робота — дитячий гарнітур меблів, прикрашений різьбленим орнаментом.
Після здобуття фахової освіти був направлений на фабрику «Гуцульщина» у Косові, де зокрема брав участь у ряді спеціальних замовлень: виконав древко прапора УРСР; у співавторстві з іншими майстрами створював декоративно-тематичні вироби до радянських ювілеїв.
Упродовж 1955—1982 років викладав у Косівському училищі прикладного мистецтва. Член КПРС з 1962 року. Серед учнів: Василь Шевчук, Олександр Хованець, Федір Гавриленко, Йосип Приймак, Степан Бзунько, Степан Стефурак. Жив у Косові, в будинку на вулиці Богдана Хмельницького, № 60. Помер у Косові 13 вересня 2004 року.

## Творчість
Працював у галузі художньої обробки дерева, створював скриньки, декоративні та тематичні тарелі, свічники, панно, древка для прапора. Серед робіт:
- тематично-декоративні тарелі «Богдан Хмельницький» (1954), «Гуцульщина» (1955; Національний музей українського народного декоративного мистецтва), «Захар Беркут» (1959; Літературно-меморіальний музей Івана Франка у Нагуєвичах, «Юрій Шкрібляк» (1959; Національний музей народного мистецтва Гуцульщини та Покуття імені Йосафата Кобринського);
- панно «Іван Франко на Гуцульщині» (1956), «Каменяр на Прикарпатті» (1958, Літературно-меморіальний музей Івана Франка у Криворівні)[4], «Тарас Григорович Шевченко й Іван Якович Франко» (у співавторстві з Олександром Іщенком)[3];
- декоративна скринька з силуетом Тараса Шевченка (1963);
- декоративні тарілки «Шевченко з сестрою», «Кобзар», «Мені тринадцятий минало…» (Національний музей українського народного декоративного мистецтва), «На панщині пшеницю жала…» та з силуетом Тараса Шевченка (всі 1964);
- портрети Володимира Леніна (1974), Лесі Українки (1976);
- люстра (1980), таці, підсвічники (1986—1987), кіот (1991—1992), п'ятираменний підсвічник (1993), таця для торта (1994), настільний хрест, шахи з коробкою, оздоблені інкрустапією (обидва 1995).

Брав участь у республіканських виставках з 1951 року, зарубіжних — з 1955 року.
Крім вище згаданих музеїв, твори майстра знаходяться в багатьох інших музеях та приватних колекціях України, а також за кордоном. У Національному музеї народного мистецтва Гуцульщини та Покуття імені Йосафата Кобринського зберігаються 14 його творів.

## Відзнаки
- Лауреат Міжнародного фестивалю молоді і студентів у Варшаві. Нагороджений Дипломом І-го ступеня і Золотою медаллю (1955)[3];
- Орден «Знак Пошани» (1966)[1];
- Заслужений майстер народної творчості УРСР з 1982 року[1].